# Граф Уинчестер
Граф Уинчестер (англ. Earl of Winchester) — английский аристократический титул, который использовался в 1208/09—1264, 1322—1326 и 1472—1500 годах.

## История титула
Титул графа Уинчестера был впервые создан в 1208 или 1209 году для Сэйра де Квинси — рыцаря из Нортгемптоншира, владевшего землями в ряде графств Англии и Шотландии, а благодаря браку получившего половину всех английских поместий семейства Бомон. Сэйра пережил только один сын, Роджер, который умер в 1264 году, оставив трёх дочерей. В результате графский титул вернулся к короне. Во второй раз он был создан 10 мая 1322 года для фаворита короля Эдуарда II Хью ле Диспенсера. Спустя четыре года граф был казнён, а его владения и титулы были конфискованы.
Третья креация титула произошла 15 октября 1472 года. Графом (без права заседать в парламенте) стал Лодевик ван Грутхусе — фламандский аристократ, оказавший услуги королю Эдуарду IV во время его изгнания. Сын Лодевика, Жан, считающийся 2-м графом, в 1500 году вернул титул короне. В 1551 году для Уильяма Паулета был создан титул маркиза Уинчестера.
В Средние века графы ассоциировались с графствами, от названий которых происходил их титул. Графов Уинчестер иногда называли графами Саутгемптон, так как город Уинчестер — это центр графства Хэмпшир, известного в те времена как Саутгемптоншир.
Носители
- Сэйр де Квинси (приблизительно 1165/70 — 1219), 1-й граф Уинчестер;
- Роджер де Квинси (приблизительно 1195—1264), 2-й граф Уинчестер[2];
- Хью ле Диспенсер, 1-й граф Уинчестер (1261—1326), 1-й и единственный граф Уинчестер[3];
- Лодевик ван Грутхусе (приблизительно 1427—1492), 1-й граф Уинчестер;
- Жан V де Брюгге (умер в 1512), de jure 2-й граф Уинчестер.